# Hausen Nunatak
Hausen Nunatak är en nunatak i Antarktis. Den ligger i Östantarktis. Australien gör anspråk på området. Toppen på Hausen Nunatak är 500 meter över havet.
Terrängen runt Hausen Nunatak är huvudsakligen platt, men österut är den kuperad.  Trakten är obefolkad. Det finns inga samhällen i närheten.